# 酒井直行
酒井 直行（さかい なおゆき、1966年 - ）は、映画・テレビドラマ作品の脚本家・小説家・作詞家・プロデューサー。

## 人物
愛媛県宇和島市生まれ。愛光高校卒業。
『特捜エクシードラフト』で活動開始後、ドラマ・時代劇・映画・漫画原作・小説などで活動する。日本脚本家連盟員。岡本吉起や、先輩脚本家である杉村升、曽田博久、宮下隼一らの呼びかけでフラグシップのメンバーとして参加。
2006年、『MUSASHI -GUN道-』のシリーズ構成を担当。愛媛のローカル番組で、生放送番組のコメンテーターをしていた。「愛媛新聞ウィークリーリック」（毎週木曜日発刊）誌上にてエッセーを連載し、Wikipediaにおける自分自身の項目に一部に誤りがあることに触れ「編集した人たちが気づくまで、自分では直しません」と述べる。
2010年、愛媛県松山市拠点とするアイドルユニット「ひめキュンフルーツ缶」の企画・結成に参画する。
高岡市の公式マスコットキャラあみたん娘を題材とした小説『あみたん娘 The Novel』を2014年1月から2015年2月に富山新聞、読売新聞北陸版に連載され、2015年3月にはPHP研究所から単行本『あみたん娘 きときとNOVELS』として出版された。

## 作品

### テレビ
- 世にも奇妙な物語・ある朝パニック
- 木曜の怪談・七瀬ふたたび
- この街が好きやねん
- FiVE
- さむらい探偵事件簿
- 外科医・夏目三四郎
- なにわ事件記者物語・負けたらあかん
- 京都始末屋事件ファイル
- 天罰屋くれない
- 菊次郎とさき
- 病院へ行こう!
- がきんちょ〜リターン・キッズ〜
- DRAMA COMPLEX・P. ハート〜子供嫌いの小児科医物語〜
- 拝み屋横丁顛末記
- 失踪HOLIDAY
- ひみつな奥さん2 〜京都祇園の巻〜
- ひみつな奥さん3
- 新宿スワン
- コスプレ幽霊 紅蓮女
- 7人の女弁護士・第2シリーズ ※第8話、第10話のみ
- 刑事シュート しゅうと&ムコの事件日誌
- 主水之助七番勝負～徳川風雲録外伝～
- 逆送致
- 医療捜査官 財前一二三
- ヤング ブラック・ジャック
- リバース〜警視庁捜査一課チームZ〜

火曜サスペンス劇場
- 浅見光彦・貴賓室の怪人
- 小京都ミステリー30・エジプトパピルス殺人事件
- 京都金沢殺人事件シリーズ1 京都金沢わらべ唄殺人事件
- 京都金沢殺人事件シリーズ4 京都金沢浦島太郎殺人事件
- 考古学者佐久間玲子3
- 箱根湯河原温泉交番

特撮
- 特捜エクシードラフト
- 特捜ロボ ジャンパーソン
- ブルースワット
- 百獣戦隊ガオレンジャー
- 忍風戦隊ハリケンジャー

アニメ
- ドラえもん （大山ドラ：1979〜2005年）
- 熱沙の覇王ガンダーラ
- ストリートファイターII V
- モンキー・パンチ 漫画活動大写真
- MUSASHI -GUN道- （2006年）チーフシナリオライター
- RGBアドベンチャー （2006〜2007年）

### 映画・OVA
- 外道・GEDO
- ギルステイン
- 裁判員 〜決めるのはあなた〜
- Wanna be FREE! 東京ガール
- 忍風戦隊ハリケンジャーVSガオレンジャー
- どろぼう学校（原作：かこさとし）
- からすのパン屋さん（原作：かこさとし）
- エンジェル伝説

### 作詞
- 恋愛エネルギー保存の法則、（ひめキュンフルーツ缶/作曲・井上卓也）、2011年3月9日発売。2011年3月21日付オリコンインディーズ週間チャート1位獲得。
- 恋のプリズン、（ひめキュンフルーツ缶/作曲・井上卓也）、2011年5月18日発売。2011年5月30日付オリコンインディーズ週間チャート2位獲得。

### その他
- 大沢逸美ののんび〜りサタデー（愛媛朝日テレビ）- 番組構成及びレギュラーコメンテーター出演

ゲーム
- バイオハザード ガンサバイバー （1996年）
- 鬼武者 （2001年）
- ゼルダの伝説 ふしぎの木の実 （2002年）

漫画原作
- 獣星記ギルステイン （作画：田巻久雄）
- 裁いてみましょ。 （作画：きら）
- 異魔人〜イマジン （作画：名峰雄二）
- P.ハート （筆名:直遊紀 作画:中山亜純）
- あいうえ、お受験! （筆名:直遊紀 作画:夏芽あこ）
- 医療捜査官像王（作画:長尾文子）

小説
- へっぽこSP なごみ! （筆名:直遊紀）
- オルガナー （筆名:遊直）
- 妹はラノベの女神ちゃん（スマッシュ文庫）
- あみたん娘 きときとNOVELS（PHP研究所、イラスト:那智泉見、イラスト原案:松原秀典）

構成
- 私が子供だったころ 筒井康隆編（2007年）
- ジャパハリネット メジャーを駆け抜けろ!（2005年）
- 発掘! 赤井英和の瀬戸内島なみグルメハンティング（2004年）

エッセー
- 愛媛新聞ウィークリーリック（毎週木曜日発刊）